# Wii
Die Wii [wiː] ist eine von dem japanischen Unternehmen Nintendo veröffentlichte stationäre Spielkonsole. Sie stellt den Nachfolger des Nintendo GameCube dar und wurde erstmals in Nordamerika am 19. November 2006, dann in Japan am 2. Dezember 2006 und am 8. Dezember 2006 schließlich auch in Europa veröffentlicht. Während ihrer Vermarktung stand sie in direkter Konkurrenz zu Sonys PlayStation 3 und Microsofts Xbox 360.
Ihr wesentliches Merkmal ist der Controller, die Wii Remote, der einer herkömmlichen Fernbedienung ähnelt, allerdings über eingebaute Bewegungssensoren und Vibrationsmotoren verfügt. Diese registrieren die Lage und die Bewegungen des Controllers im Raum und setzen sie in entsprechende Bewegungen von Spielfiguren oder -elementen auf dem Bildschirm um. Mussten die Nutzer bei herkömmlichen Spielsystemen Knöpfe des Controllers oder Analogsticks betätigen, so können sie die Spiele nun steuern, indem sie den Controller selbst bewegen. Das Spielsystem aus Hardware und Software misst die dreidimensionalen Bewegungen des Nutzers.
Die Konsole wurde über 101 Millionen Mal verkauft und ist damit eine der meistverkauften Spielkonsolen überhaupt. Der bewegungssensitive Controller der Wii sorgte aufgrund des großen Verkaufserfolgs der Konsole für einen deutlichen Verkaufsschub von bewegungsgesteuerten Spielen. Nintendos Konsole veranlasste Wettbewerber zur Veröffentlichung eigener bewegungssensitiver Hardware-Erweiterungen, Sonys PlayStation Move und Microsofts Kinect. Sie etablierte Bewegungssteuerung als eine attraktive Option in der Videospielindustrie und beeinflusste die fortschreitende Entwicklung in diesem Bereich. Außerdem ist sie für ihre charakteristische Musik der einzelnen Kanäle bekannt.

## Hauptmerkmale

### Konsole

#### Erste Version
Die Maße der Konsole betragen 157 mm × 215,4 mm × 44 mm. Sie ist damit deutlich kleiner als die Konkurrenten von Sony und Microsoft. Sie kann, wie die PlayStation 2, die PlayStation 3 und die Xbox 360, sowohl senkrecht als auch waagerecht aufgestellt betrieben werden.
Das Gehäuse ist fast komplett aus einem weißen oder schwarzen, glänzenden Kunststoff gefertigt. Der Verpackung liegt ein hellgrauer Kunststoffständer bei, durch den die Wii bei senkrechter Aufstellung vorne eine leichte Neigung nach oben erhält. Im Frühjahr 2007 kündigte Shigeru Miyamoto weitere Farbvarianten der Konsole an, sobald die Produktionskapazitäten die Nachfrage befriedigen können. Gezeigt wurden die Konsole und Wiimote in Limettengrün, Silber, Schwarz und Rot. Seit August 2009 wird in Japan eine schwarze Wii verkauft, alle anderen Farbvarianten sind bisher jedoch nicht erhältlich. Seit dem 20. November 2009 wurde auch in Deutschland eine schwarze, limitierte Wii angeboten.

#### Zweite Version
Im Oktober 2011 erschien die zweite Hardware-Revision, welche im Gegensatz zur ersten Ausführung nicht mehr kompatibel mit GameCube-Spielen und -Zubehör ist und sich nur noch horizontal aufstellen lässt. Anlässlich der Olympischen Spiele 2012 in London gab es ab dem 18. November 2011 eine hellblaue Sonderedition im Bundle mit dem Spiel „Mario und Sonic bei den Olympischen Spielen London 2012“.

#### Dritte Version (Wii mini)

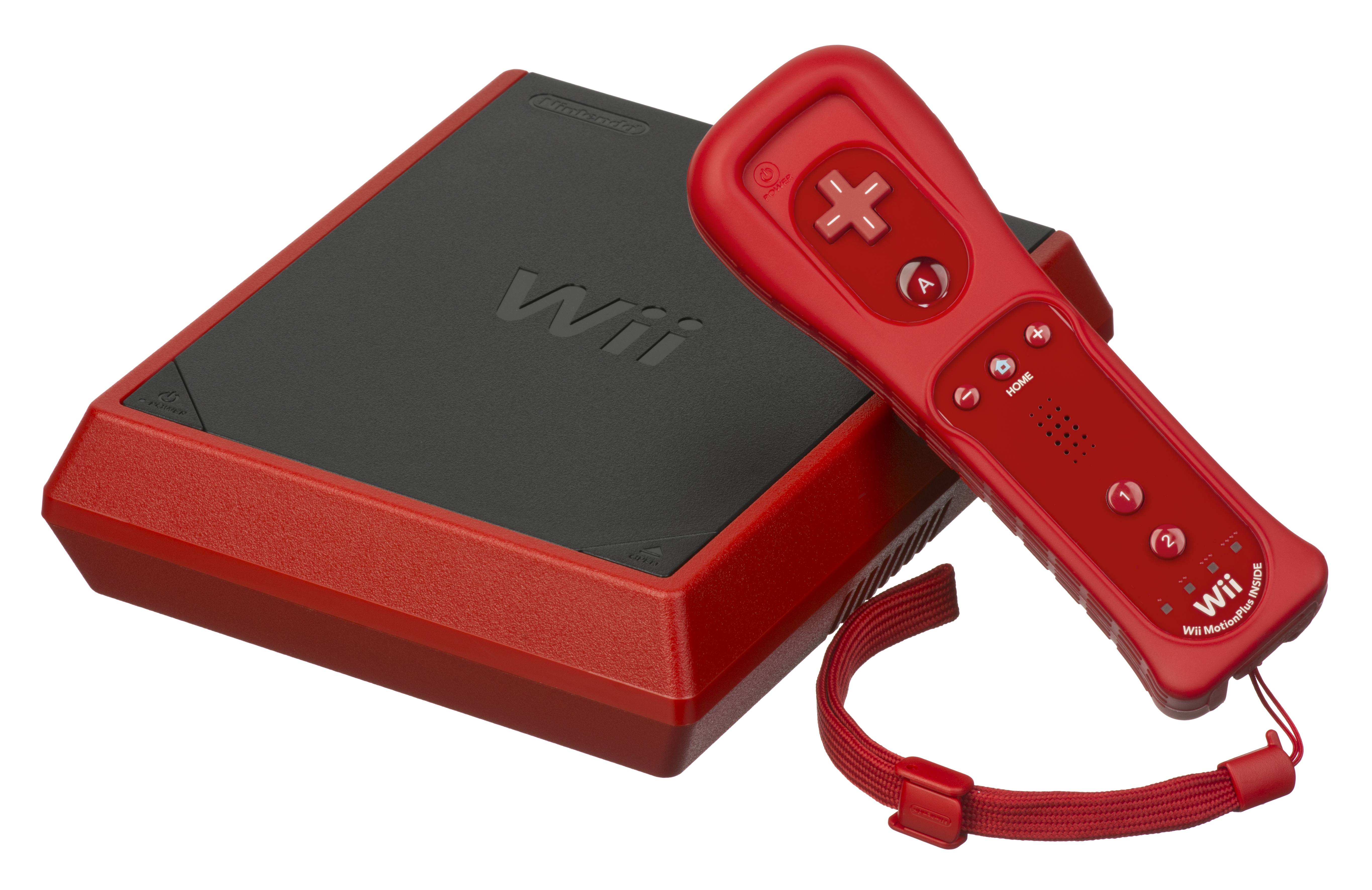
Wii mini

Am 7. Dezember 2012 erschien – zunächst exklusiv in Kanada – eine dritte Revision der Wii-Konsole. Als Wii mini bezeichnet, wird das Gerät in der Farbkombination Schwarz/Rot mit einer Sensorleiste, einem A/V-Kabel, einer Wii-Fernbedienung inklusive MotionPlus und einem Nunchuck ausgeliefert. Der Verkaufspreis eines solchen Paketes lag anfangs bei etwa 100 Euro bzw. US-Dollar. Im Vergleich zur ersten Ausführung fehlen bei diesem Modell ebenfalls die GameCube-Abwärtskompatibilität, außerdem kann die Konsole nicht mit dem Internet verbunden werden und es wurde die Kompatibilität zu S-Video- (NTSC), RGB- (PAL) und Komponentenvideokabeln sowie zu SD-Karten gestrichen. Zudem ist diese Revision in ihrer Größe reduziert. Am 15. März 2013 erschien die Wii mini in Deutschland, eine Woche später, am 22. März 2013, auch in Großbritannien.

### Eingabegerät „Wii-Fernbedienung“ („Wii Remote“)

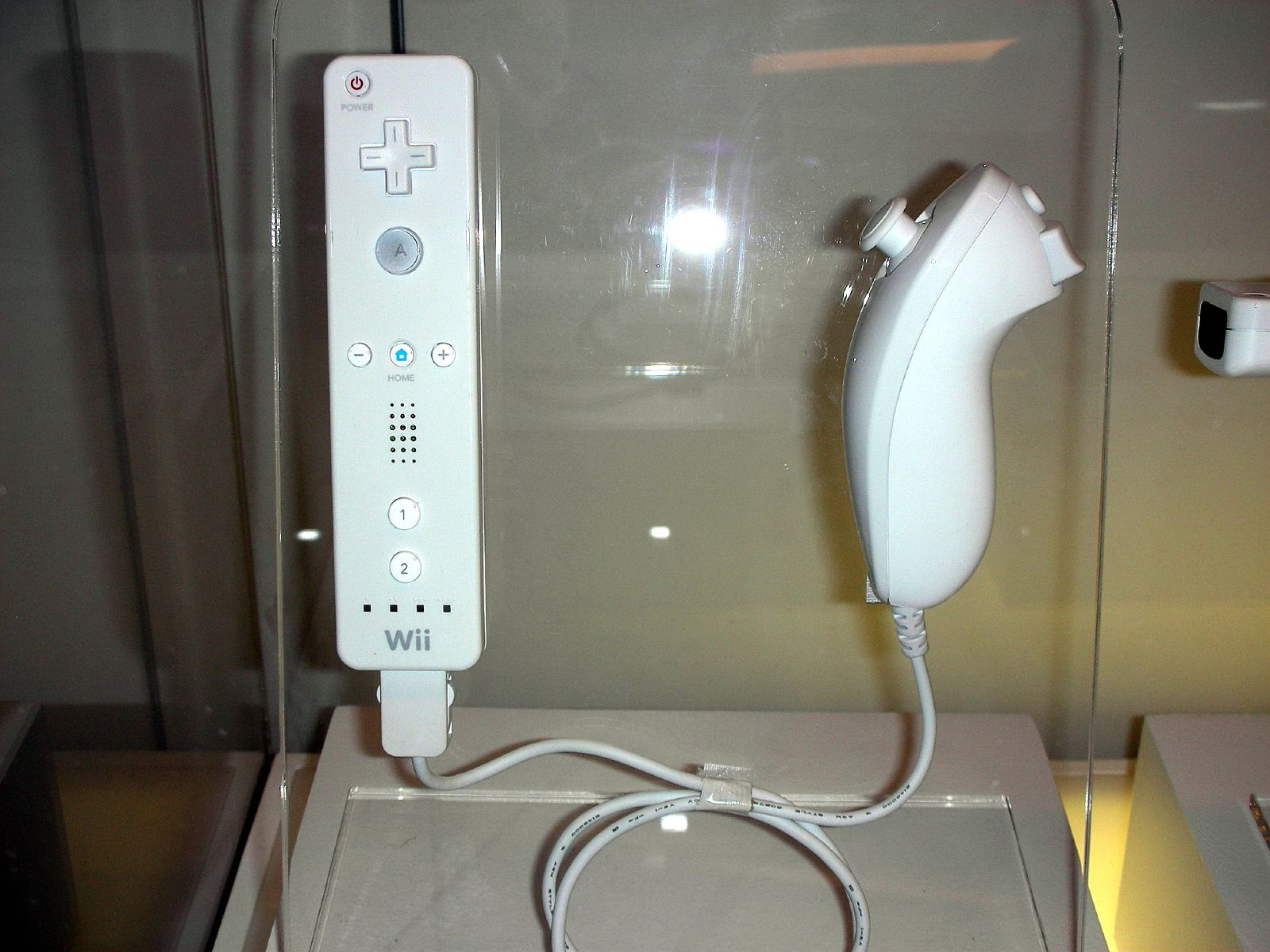
„Wii Remote“ mit Nunchuk-Erweiterung

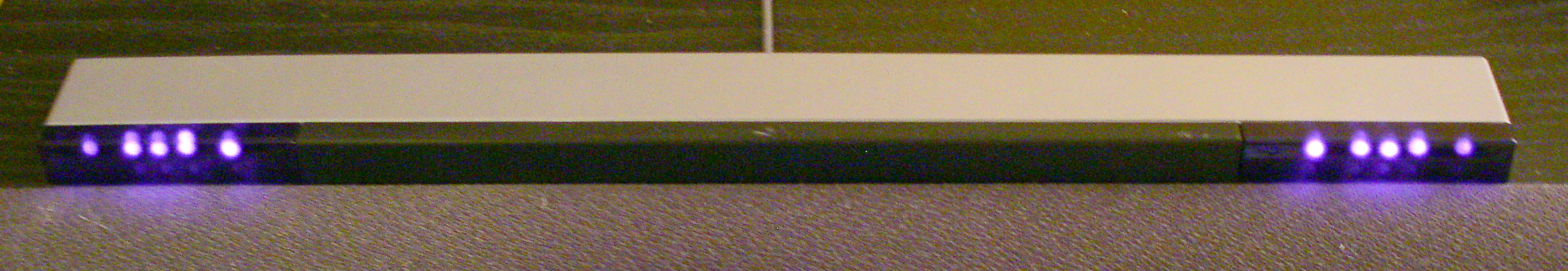
Die Wii-Sensorleiste (Leuchtdioden sind hervorgehoben, üblicherweise nicht erkennbar.)

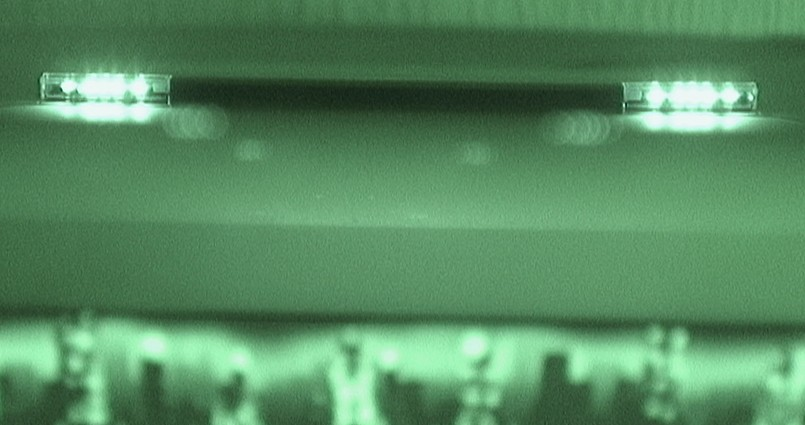
Infrarotaufnahme der Wii-Sensorleiste. Die Infrarotleuchtdioden an den Enden sind deutlich sichtbar.

Das Steuergerät wurde am 16. September 2005 auf einer japanischen Games Show vorgestellt und erinnert an eine Fernbedienung, weshalb es besonders im englischsprachigen Raum als Wiimote [wi:ɪ'məʊt] (engl. remote (control) = Fernbedienung) bezeichnet wird. Mithilfe zweier Referenzpunkte in der Sensorleiste, welche unten vor oder oben auf dem Fernseher platziert wird, und einer Infrarotkamera an der Vorderseite der Wiimote, welche bis zu 4 Infrarotquellen erfasst, kann die Position und Lage des Controllers relativ zum Bildschirm bestimmt werden. Dadurch ist es möglich, Spielobjekte auf dem Bildschirm direkt anzuvisieren.
Zusätzlich enthält der Controller einen Beschleunigungssensor, mit dem Bewegungen und Drehungen des Controllers erkannt und direkt für die Spielsteuerung genutzt werden können. Außerdem sind verschiedene Knöpfe und ein Steuerkreuz vorhanden.
Die Kommunikation mit der Konsole erfolgt kabellos via Bluetooth. Der maximale Abstand beträgt 10 Meter. Falls die Wiimote zum Zielen auf den Bildschirm genutzt wird (Menünavigation oder beim Spielen), verringert sich die Distanz auf maximal 3 Meter (Herstellerangabe), damit die Bewegungen per Infrarot erfasst werden können. Der Abstand zur Sensorleiste muss bei Verwendung der Infrarot-Verbindung mindestens 1 Meter und höchstens 3 Meter betragen.
Für zusätzliche, mechanische Rückmeldung an den Spieler kann der Controller Vibrationseffekte erzeugen. Weiterhin verfügt die Wiimote über einen eingebauten Lautsprecher. Ein interner Speicher ermöglicht das Speichern von Benutzerprofilen. Zusätzlich können selbst erstellte Spielavatare (sogenannte Mii) gespeichert werden, um beispielsweise den Tennisspieler von zu Hause zu Freunden mitzunehmen und mit ihm dort spielen zu können.

#### Unkonventionelle Verwendung der Wiimote
Da die Wii-Fernbedienung über Bluetooth mit dem Empfänger kommuniziert, kann das Signal von jedem bluetoothfähigen Empfangsteil (z. B. PC) verarbeitet werden. Johnny Chung Lee von der Carnegie Mellon University kam auf die Idee, die Wiimote als Empfängerkamera für Infrarotsignale zu verwenden. Mit seiner Methode lässt sich durch einen Infrarotstift und eine Wiimote jeder beliebige Computer fernsteuern. Das Infrarotsignal übernimmt die Funktion der Maus.

### Eingabegerät „Wii Balance Board“

Mit dem Balance Board kompatible Spiele werden mit diesem Symbol gekennzeichnet.

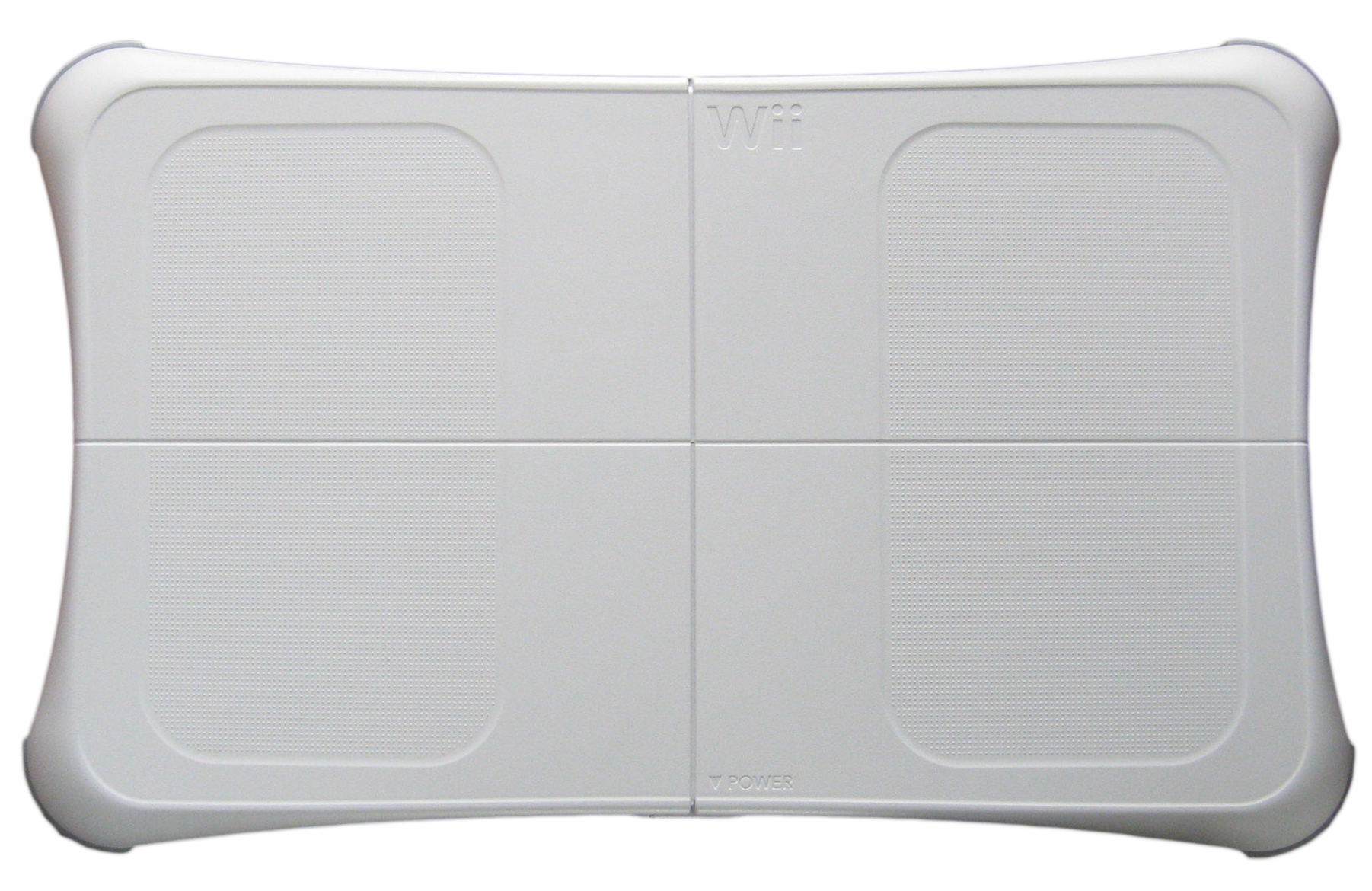
Wii Balance Board

Mit den Spielen Wii Fit und Wii Fit Plus wird ein weiterer Controller ausgeliefert, das sogenannte „Balance Board“. Es handelt sich dabei um eine Balance-Körper-Waage, die aus vier betretbaren Sensorflächen besteht. Position und Verlagerungen des Körpergewichts werden per Bluetooth an die Konsole gesendet, um das Spiel zu beeinflussen. Das Spiel Wii Fit lässt sich hauptsächlich mit dem Balance Board steuern. Das maximale Körpergewicht darf 150 kg nicht überschreiten. Bei Verwendung des Wii Balance Board können sich nur noch maximal drei weitere Spieler mit einer Wii-Fernbedienung anmelden, da das „Balance Board“ den 4. Spielerplatz belegt. Das heißt unter anderem, wenn eine vierte Wii-Fernbedienung angeschlossen ist, dass diese Fernbedienung automatisch ausgeschaltet wird, sobald ein Wii Balance Board eingeschaltet wird. Zudem benötigt ein Wii Balance Board vier 1,5V-LR06-AA-Batterien.

### Onlinefähigkeiten

Logo von WiiConnect24

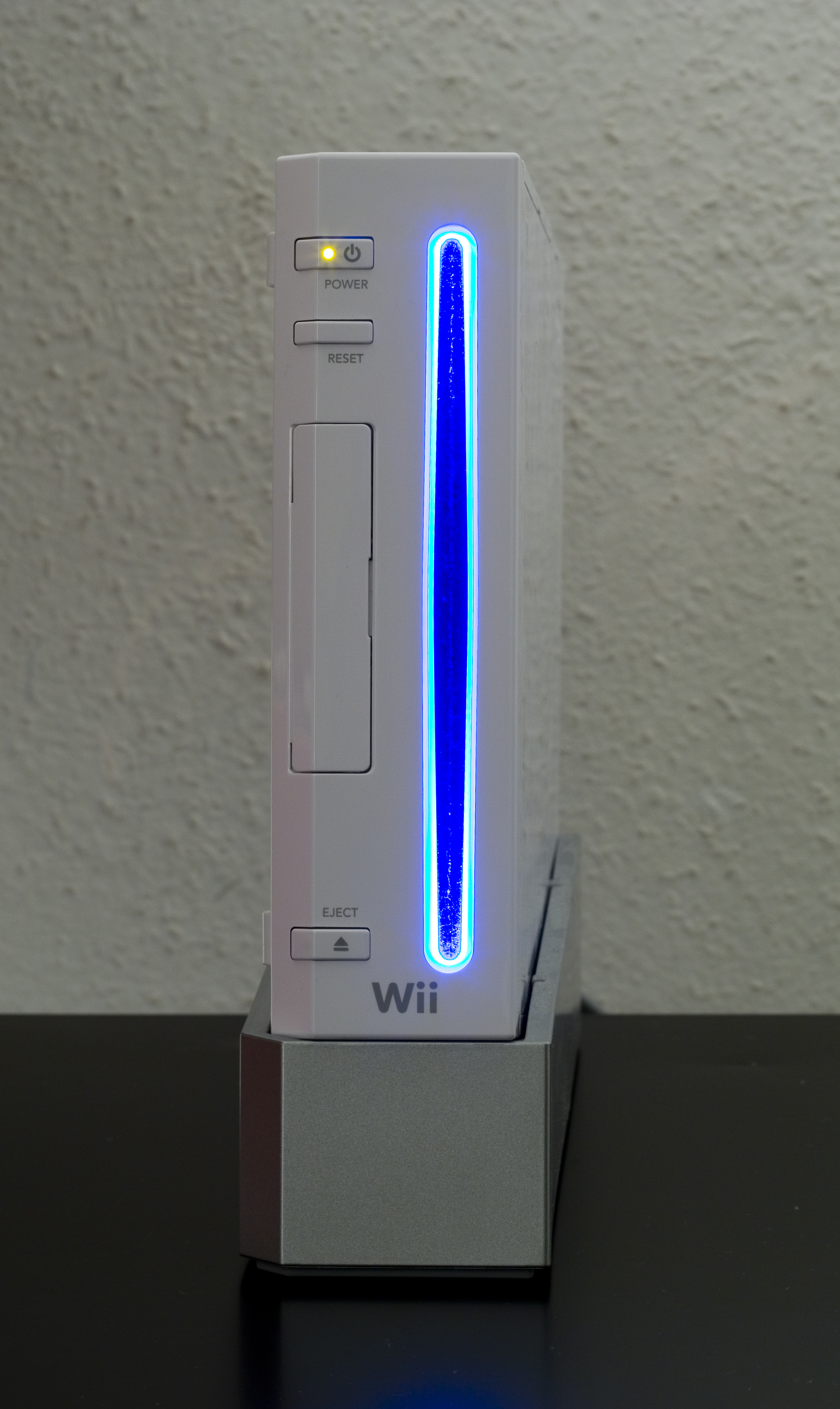
Die Ränder des Wii-Disc-Schlitzes leuchten beim Empfangen einer Nachricht blau auf.

Die Wii-Konsole wurde für den permanenten Anschluss an das Internet konzipiert (Konsole, die nie schläft).
War diese, als WiiConnect24 vermarktete, Funktion aktiviert, hielt die Konsole eine ständige Verbindung zu den Servern des Herstellers. Auch im Ruhezustand blieb diese Verbindung bestehen. So konnten bis zum 28. Juni 2013 Nachrichten empfangen und Aktualisierungen der Wii-Software seitens Nintendo vorgenommen werden.
Mehrspielerpartien wurden über die Nintendo Wi-Fi Connection vermittelt. Sie wurde für Nintendo-DS-Titel genutzt (zum Beispiel Mario Kart DS). Der erste Wii-Titel, der die WiFi-Connection nutzte, war Pokémon Battle Revolution. Das erste europäische Spiel mit WiFi-Connection war Mario Strikers Charged Football.
Das WiiSpeak (seit Dezember 2008; eingestellt im Mai 2014) ermöglichte die Sprachkommunikation zwischen zwei bis zu vier Konsolen.
Voraussetzung für die Nutzung der Online-Funktionen war ein hinreichend schneller Internetzugang. Die Konsole ist mit WLAN ausgestattet. Alternativ konnte ein LAN-Adapter wie der Nintendo Wii LAN Adapter verwendet werden, der allerdings keine Verbindung über PPPoE unterstützte.
Im Februar 2014 gab Nintendo bekannt, viele wichtige Online-Funktionen der Nintendo Wii und des Nintendo DS am 20. Mai 2014 abzuschalten. Betroffen davon sind Online-Mehrspielermodus, Matchmaking sowie Bestenlisten der Wii- und DS-Titel.
Auch Wii- und DS-Titel, die auf den seinerzeit aktuellen und abwärtskompatiblen Systemen Nintendo Wii U und Nintendo 3DS gespielt werden, sind betroffen.

#### Konsolencode
Jede Wii-Konsole besitzt eine individuelle Kennung, den Konsolencode. Er kann über das Betriebssystem der Konsole eingesehen werden.
Aktuell findet der Konsolencode Verwendung in der Adressierung der Konsole:
- Man kann diesen Code an Freunde weitergeben oder veröffentlichen. Über die Wii-Pinnwand können andere Konsolen registriert und dann Nachrichten empfangen und gesendet werden.
- Der Wii-Konsole ist eine E-Mail-Adresse nach dem Schema w123456789@wii.com zugeordnet (wobei die Zahl durch den jeweiligen Konsolencode ersetzt wird), so dass nach einer Freischaltmail über die Wii-Pinnwand mit anderen Teilnehmern kommuniziert werden kann.

### Benutzeroberfläche mit Kanälen
Das Hauptmenü (Wii-Menü) organisiert die Dienste der Wii-Konsole in Form von „Kanälen“ (englisch channels).
Die Ähnlichkeit zu herkömmlichen TV-Kanälen ist beabsichtigt, um bei neuen Zielgruppen jenseits der üblichen Videospieler die Hemmschwelle bezüglich der Nutzung der Konsole herabzusetzen, indem diesen Nutzern eine vertraute Umgebung angeboten wird. Zu diesem Konzept gehört auch, dass das Haupteingabegerät, die Wii-Fernbedienung (englisch: Wiimote), bewusst ähnlich einer vertrauten TV-Fernbedienung gestaltet ist. Mit den Knöpfen − und + der Wii-Fernbedienung kann man bequem zwischen den Kanälen umschalten.
Im Hauptmenü werden die Kanäle in Form von Seiten mit jeweils drei Zeilen à vier großen Icons angezeigt. Die Wii-Konsole wird mit dem Disc-Kanal, dem Mii-Kanal, dem Foto-Kanal, dem Wii-Shop-Kanal (benötigt Internet-Verbindung), dem Wetterkanal (benötigt Internet-Verbindung) und dem Nachrichtenkanal (benötigt Internet-Verbindung) ausgeliefert.
- Der Disc-Kanal symbolisiert die Möglichkeit, Spiele über das eingebaute optische Laufwerk der Wii-Konsole zu laden. Ist ein optisches Speichermedium eingelegt, also eine Wii- oder GameCube-Disc, wird das Logo des entsprechenden Spieles für den Kanal angezeigt. Die Anwahl dieses Kanals startet dann das Spiel.
- Der Mii-Kanal erlaubt die Erstellung und Verwaltung der „Miis“. Das sind dreidimensionale Spielfiguren (siehe auch Avatare), die ähnlich wie Phantombilder aus einzelnen vorgefertigten Bildelementen (zum Beispiel Augen, Nase oder Frisur) erstellt und verändert werden können. Diese Figuren können anschließend als Spielfiguren in Spielen wie Wii Sports oder als Signaturerweiterung im Wii-Message-Board verwendet werden.[23] Auch ist es möglich, Miis auf dem Wiimote-Controller zu speichern, um sie auf den Systemen anderer Spieler zu benutzen. Das Aussehen der Miis ist an Kokeshi-Figuren angelehnt.
- Im Fotokanal können Bilder und Videoclips, die auf einer SD-Karte gespeichert sind, betrachtet und verändert werden. Die höchstunsterstützte Fotoauflösung beträgt 8192×8192, und die höchstunsterstützte Videoauflösung 848×480 („wide VGA“).[24] Auch sind einfache Spiele, wie ein Puzzle, mit den Fotos bzw. Videos möglich. Es ist ebenfalls möglich, während einer Dia-Show Musik anzuhören, welche auch auf der SD-Karte gespeichert wurde.

Hinzu kommen weitere Kanäle, die allerdings erst nach dem Anschluss der Wii-Konsole an das Internet und einer anschließenden Aktualisierung der Systemsoftware zur Verfügung stehen.
- Der Wii-Shop-Kanal wurde im Dezember 2006 eingeführt, und die Möglichkeit zum Erwerb neuer Produkte wurde am 31. Januar 2019 eingestellt.[25] Es erlaubte den Kauf neuer Spiele und Software über das Internet. Angeboten wurden ältere Spiele für die Ausführung auf der Virtual Console, zusätzliche Kanäle wie etwa der Internetkanal, ein Webbrowser, sowie unter der Bezeichnung WiiWare auch für Wii neu entwickelte Spiele.[26] Anzeigt wurde der Preis in der internen Spielewährung Wii Points.[27] Neues Guthaben für den Wii-Shop-Kanal konnte nur bis zum 26. März 2018 aufgeladen werden, neue Spiele und Software konnten nur bis zum 31. Januar 2019 erworben werden. Der Download von bereits gekauften Artikeln ist weiterhin möglich, soll aber im Laufe des Jahres 2019 eingestellt werden.[28]
- Der Wetterkanal (seit 19. Dezember 2006, eingestellt am 28. Juni 2013) stellt Wetterinformationen für größere Städte bereit. Diese kann auf einer interaktiven 3D-Welt-Karte dargestellt werden.
- Der Nachrichtenkanal (seit 26. Januar 2007, eingestellt am 28. Juni 2013) bietet viele Möglichkeiten, Nachrichten thematisch und geografisch auszuwählen und zu lesen (es empfiehlt sich das Studium der Anleitung, diese ist via Home-Taste erreichbar). Heraus sticht ein Präsentationsmodus, bei dem parallel zu den Schlagzeilen auf einem dreidimensional animierten Globus der Ort des Nachrichtengeschehens angezeigt wird. Nachrichtenlieferant ist je nach Standort die Agentur Agence France-Presse oder The Associated Press.
- Der Internetkanal (seit 12. April 2007, Vorabversion bereits seit dem 22. Dezember 2006 erhältlich) ist eine Wii-Version des Opera-Webbrowsers, mit dem der Nutzer im Internet surfen kann. Der Browser unterstützt aktuelle Internet-Standards wie HTTPS, so dass auch komplexe bzw. interaktive Webseiten wie Google Maps nutzbar sind. Mit dem enthaltenen Flash-Plug-in (Version 7) können Videodateien abgespielt und in Flash programmierte Spiele gespielt werden, beispielsweise über wiicade.com. Der Internetkanal ist seit September 2009 wieder kostenlos erhältlich, nachdem er bereits bis Juli 2007 kostenlos heruntergeladen werden konnte. Jeder, der den Kanal bereits zuvor für 500 Wii-Punkte (entspricht 5,00 €) gekauft hat, wird von Nintendo bis Ende Dezember 2009 mit einem frei auswählbaren Virtual-Console-Spiel, das ursprünglich auf dem NES herausgebracht wurde, entschädigt.[29]
- Der Meinungskanal (seit 14. Februar 2007, eingestellt am 28. Juni 2013) ermöglicht die Teilnahme an nationalen und internationalen Meinungsumfragen und erlaubt Einsicht in deren Ergebnisse. Jeder Nutzer stimmt mit seinem eigenen Mii ab. Es ist möglich, auf die Antwort zu tippen, von der man glaubt, dass sie am häufigsten vorkommen wird. Diese Vorhersagen werden später mit den tatsächlichen Abstimmungsergebnissen verglichen. Die erzielte Trefferquote geht dann in verschiedene Kenngrößen ein, welche die Menschenkenntnis beurteilen helfen sollen. Sie wird in einem Statistikprofil zum Mii gespeichert. Da Nutzer ihr Land, ihre Region und ihr Geschlecht einstellen können, erlaubt die Auswertung die Darstellung der Ergebnisse eben nach diesen Eigenschaften Geschlecht, Land und Region. Schließlich kann der Anwender eigene Fragen mit möglichen Antworten an Nintendo vorschlagen.
- Der Nintendo Kanal (seit 30. Mai 2008, eingestellt am 28. Juni 2013) informiert über neue Produkte. Zudem können Demo-Versionen von Nintendo DS Spielen auf einen Nintendo DS (lite) oder auf einen Nintendo DSi (XL) heruntergeladen werden.
- Der Glückstagskanal (seit 9. September 2009) informiert über das Tageshoroskop und gibt Tipps zu Ernährung, Beziehung und Aktivitäten. Wenn das Geburtsdatum eingegeben wurde und man seinen Mii hochgeladen hat, erhält man sein Horoskop in den Bereichen Liebe, Berufsleben, Lernen, Kommunikation und Finanzen.
- Die per Wii-Shop-Kanal aus dem Netz geladenen Spiele werden als neue Kanäle dargestellt. Bis System-Version 3.4 konnten heruntergeladene Kanäle nur, wie Spielstände, auf eine SD-Speicherkarte kopiert werden, jedoch nicht von dieser direkt benutzt werden. Diese mussten vorher zurück in den internen Speicher der Wii kopiert werden. Mit System-Version 4.0 wurde mit dem SD-Card-Menü die Möglichkeit geschaffen, Kanäle direkt von der SD-Karte auszuführen.[30] Jedoch werden hier die Daten des Kanals auch erst temporär auf die Konsole kopiert, bevor dieser gestartet wird. Ein Kanal kann nur auf der Konsole verwendet werden, mit der er heruntergeladen wurde.
- Der Kirby TV Kanal (seit 23. Juni 2011, eingestellt nach Durchlauf aller Folgen) bietet immer montags und donnerstags eine neue Folge mit Kirby.
- Einige Spiele wie beispielsweise Wii Fit oder Mario Kart Wii bieten die Möglichkeit, einen zusätzlichen Kanal zu installieren, der einzelne Funktionen des Spiels anbietet, ohne dass die zugehörige CD eingelegt sein muss.
- Der Youtube-Kanal (seit 12. Dezember 2012, eingestellt am 30. Juni 2017) gestattet das Abspielen von Videos des besagten Online-Portals. Hintergrund ist der, dass die alte YouTube-Flash-App für Fernsehgeräte ab dem 30. Juni 2017 nicht mehr verfügbar sein wird.

Ein weiterer Dienst des Wii-Menüs ist die Wii-Pinnwand. Diese dient dazu, Notizen an andere Nutzer der Wii-Konsole zu schreiben, Nachrichten über neu gekaufte Spiele etc. automatisch an die Wiis von Freunden zu senden, und es erscheinen Nachrichten von Nintendo selbst auf der Pinnwand, wie die Ankündigung, dass neue System-Updates nun verfügbar sind.

### Virtual Console
Neben der GameCube-Kompatibilität besitzt die Wii auch eine Funktion namens Virtual Console ['vɜːtʃuːəl 'kə'nsəɔl]. Über die Virtual Console können durch Emulation Spiele für verschiedene Konsolen aus über 20 Jahren vor dem Erscheinen der Wii, nämlich NES (1985), Super Nintendo (1990), Nintendo 64 (1996), PC Engine (alias TurboGrafx, 1987), Sega Master System (1985), Sega Mega Drive (1988) und Commodore 64 (1982) gespielt werden.
Sie waren per Internet-Download verfügbar und können im internen Flash-Speicher oder auf einer SD-Speicherkarte gespeichert werden.
Vor dem Kauf eines Virtual-Console-Titels konnte man im Katalog des Shop-Kanals sehen, ob ein GameCube-Controller, ein Classic-Controller oder die Wii-Remote dafür geeignet sind. Donkey Kong kann beispielsweise mit allen drei Controllern gespielt werden.
Der Virtual-Console-Dienst sollte außerdem wie bei Xbox Live Arcade als Vertriebsplattform für seinerzeit neu entwickelte Spiele verwendet werden. So konnten kleinere Spiele direkt an den Kunden verkauft werden und mussten nicht kostenaufwändig in Geschäften ausgestellt werden.
Abgerechnet wurde über ein Punktesystem (Wii Points), das mit einem Prepaidgutschein (Wii Points Card) oder per Kreditkarte aufgeladen werden konnte. Ende 2007 kosteten 1000 Wii Points etwa 10 Euro.
Die Kosten für die Spiele beliefen sich zu dieser Zeit auf 1000 Punkte (N64), 900 Punkte (Neo Geo), 800 Punkte (SNES und Mega Drive), 600 Punkte (PC Engine) und 500 Punkte (NES). Nintendo koppelte auf diese Weise die Möglichkeit für Onlinekäufe von dem Besitz einer eigenen Kreditkarte ab und abstrahierte zugleich die Kosten für mögliche Erweiterungen der Wii-Funktionalität.
Einmal bezahlte und heruntergeladene Spiele konnten auf die gleiche Konsole erneut kostenlos heruntergeladen werden, wenn sie dort gelöscht wurden. Sie können aber nicht umgetauscht oder weiterverkauft werden. Bei einem eventuellen Hardwaredefekt der Konsole war man auf den Nintendo-Support angewiesen, um die erworbenen Spiele auf eine neue Konsole zu übertragen.

### Multimediafähigkeiten
Die Wii besitzt eingeschränkte Multimediafähigkeiten:
Bilder, Audio- und Videodateien
- Fotokanal: Wiedergabe von Bildern und Videos (nur JPEG-Format) von SD-Karte (siehe Wii-Kanäle). Außerdem spielt der Kanal AAC-Dateien ab, allerdings nur als Hintergrundmusik für Dia-Shows. Die Wiedergabe von MP3-Dateien ist seit Dezember 2007 nicht mehr möglich, nur die Wiedergabe von Audiodateien im AAC-Format ist möglich, angeblich um eine bessere Qualität zu gewährleisten.
- Internetkanal: Video- und Audiodateien über das Flash-Plug-in des Opera-Webbrowsers, indem auf dem lokalen Server eine Konvertersoftware installiert wird.[33] Dieses Vorgehen ermöglicht sogar Internet-Radio (Streaming Media).[34]

#### Keine HDTV-Signalausgabe
Die höchste 4:3-Bildschirmauflösung der Wii ist der 576i-Modus (Standardauflösung, für das Vollbildverfahren ist lediglich die NTSC-Auflösung von 480p möglich).
Wenn der 16:9- und 480p-Modus aktiviert sind, kann die Wii ein Signal von 852 × 480 Pixeln ausgeben. Für den 480p-Modus ist ein extra geschirmtes Kabel notwendig.
Als Anzeigegerät für 480p kann ein HD-ready-Fernseher genutzt werden. Weitaus seltener sind europäische Röhrengeräte zur Darstellung fähig. Alternativ kann man auch Farbtranscoder von YPbPr nach VGA für den Einsatz an PC-Monitoren nutzen.
HDTV wird bei der Wii primär aus Kostengründen nicht unterstützt, zum einen wegen der höheren Entwicklungskosten für die Spiele, da diese dann sowohl für SDTV als auch HDTV entwickelt werden müssten, zum anderen, weil es die Konsolenhardware verteuert hätte. Ein weiterer Grund ist die Tatsache der noch kaum verbreiteten HDTV-fähigen Fernsehgeräte in den japanischen Haushalten beim Erscheinen der Konsole. Nintendo gab bekannt, dass erst ein Nachfolger der Wii HDTV unterstützen wird, da zu diesem Zeitpunkt HDTV weiter verbreitet sein wird.
2013 gab Shigeru Miyamoto an, dass HD für die Wii großartig gewesen wäre.

#### Keine DVD-Wiedergabe
Zwei Monate vor dem Verkaufsstart gab der Hersteller bekannt, dass die zunächst angekündigte Möglichkeit, DVD-Filme abzuspielen, nicht realisiert wird. Ursprünglich sollte diese Funktion fest in die Konsole integriert sein und über ein Dongle aktiviert werden. Als Grund wurde angegeben, dass so ein günstigerer Verkaufspreis möglich sei und fast jeder Haushalt über einen DVD-Player verfüge.
Der Grund für diese Einschränkung ist laut dem Hersteller des Modchips „Wiinja“, die Qualität der Laserlinse im Laufwerk der Wii: Diese nehme bei dauerhafter Beanspruchung, wie sie beim Abspielen von Videodaten nötig sei, schnell Schaden.
Diese Einschränkung lässt sich durch Modifikationen der Software, die von Nintendo nicht unterstützt werden und einen Verlust der Gewährleistungsrechte (bezüglich des Laufwerks) und der Garantie zur Folge haben, umgehen. Theoretisch ist somit nicht nur die Wiedergabe von DVDs möglich, sondern auch die Darstellung von DVD-Videosammlungen über eine angeschlossene Festplatte.

### GameCube-Kompatibilität

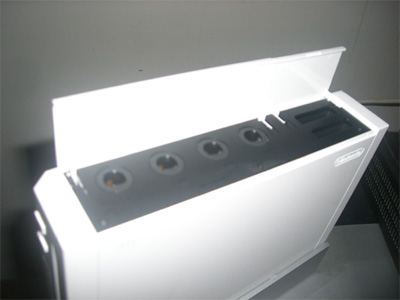
Anschlüsse für GameCube-Controller und -Speicherkarten

Das Wii-Modell, das zum Weihnachtsgeschäft 2011 in Deutschland das vorherige Modell ersetzte, ist nicht mehr abwärtskompatibel zur Vorgängerkonsole GameCube. Auf der ursprünglichen Fassung lassen sich GameCube-Titel spielen. Das Slot-In-Laufwerk der Wii kann die kleineren GameCube-Discs lesen und es sind Anschlüsse für GameCube-Controller und -Speicherkarten vorhanden. Um GameCube-Spiele auf der Wii spielen zu können, benötigt man einen GameCube-Controller und, um Speicherfunktionen nutzen zu können, auch eine GameCube-Speicherkarte. Dafür stehen Extra-Anschlüsse auf der Oberseite der Wii zur Verfügung. Im GameCube-Modus wird die Wii-Hardware wie die Wii-Fernbedienung, die internen Wii-Speicherplätze, SD-Erweiterungskarte und beide USB-Anschlüsse deaktiviert, und die CPU wird heruntergetaktet. Außerdem haben Hacker festgestellt, dass im GameCube-Modus ein anderes Betriebssystem (das sog. MIOS) auf der Wii läuft.
Da die Wiimote ursprünglich als Zubehör für den GameCube entwickelt wurde, stellt die Wii-Hardware im Wesentlichen eine Erweiterung der GameCube-Hardware dar. Insbesondere Haupt- und Grafikprozessor sind Nachfolgermodelle derselben Hersteller. Daher wird der GameCube-Modus der Wii realisiert, indem intern die Wii-Erweiterungen abgeschaltet und die Taktraten reduziert werden. Somit ist die Wii in diesem Modus ein GameCube.
Das ist interessant für die Homebrew-Szene, da hierdurch die vollständige Kompatibilität der GameCube-Homebrew-Software auf der Wii gewährleistet ist.
Hardware-Erweiterungen für den GameCube wie GBA-Player oder LAN-Adapter können nicht angeschlossen werden. Die Netzwerkhardware der Wii wird auch nicht auf der virtuellen GameCube-Konsole abgebildet, so dass die geringen Online-Fähigkeiten des GameCube nicht benutzt werden können.
Neben der Fähigkeit, GameCube-Titel auf der Konsole zu spielen, existiert in einigen Wii-Spielen wie z. B. Mario Kart Wii, Super Smash Bros. Brawl, Sonic Colours, sowie in allen Virtual-Console-Titeln, die Möglichkeit, alternativ zur Steuerung mit Wii-Remote, Nunchuk und/oder Classic Controller auch mit einem angeschlossenen Nintendo-GameCube-Controller zu spielen.

#### Nintendo-DS-Verbindung
Beim Vorgängersystem GameCube konnte man den Game Boy Advance mit einem speziellen Kabel anschließen. Bei einigen Spielen (zum Beispiel Tom Clancy’s Splinter Cell) konnte man den GBA dann als Controller und zur Anzeige von Zusatzdaten nutzen, vorausgesetzt man besaß auch die GBA-Version des Spiels. Bei anderen Spielen (beispielsweise bei Fire Emblem) wurde man für den Besitz sowohl der GameCube-Version als auch der GBA-Version mit Bonusmaterial (zum Beispiel Zusatzmissionen) belohnt.
In anderen Fällen konnte man zwei Spiele derselben Reihe miteinander verbinden, um zusätzliche Objekte, Features etc. zu erhalten und zwischen den Spielen zu übertragen. (Beispiel: Chao-Modi von Sonic Adventure 2: Battle oder Sonic Adventure DX: Director's Cut und Sonic Advance (1-3).)
Bei Wii ist entsprechend eine Verbindung zum Nintendo DS via WLAN möglich. Das erste Spiel mit diesem Feature ist Pokémon Battle Revolution. Besitzer der DS-Spiele Pokémon Diamant und Pokémon Perl können hier ihre Pokémon auf Wii übertragen.
Auch Demo-Versionen einiger bekannter Nintendo-DS-Spiele wie „Mario Kart DS“ können via Wii und Nintendo-Kanal über die „DS-Download-Spiel“-Schnittstelle geladen werden.

## Geschichte

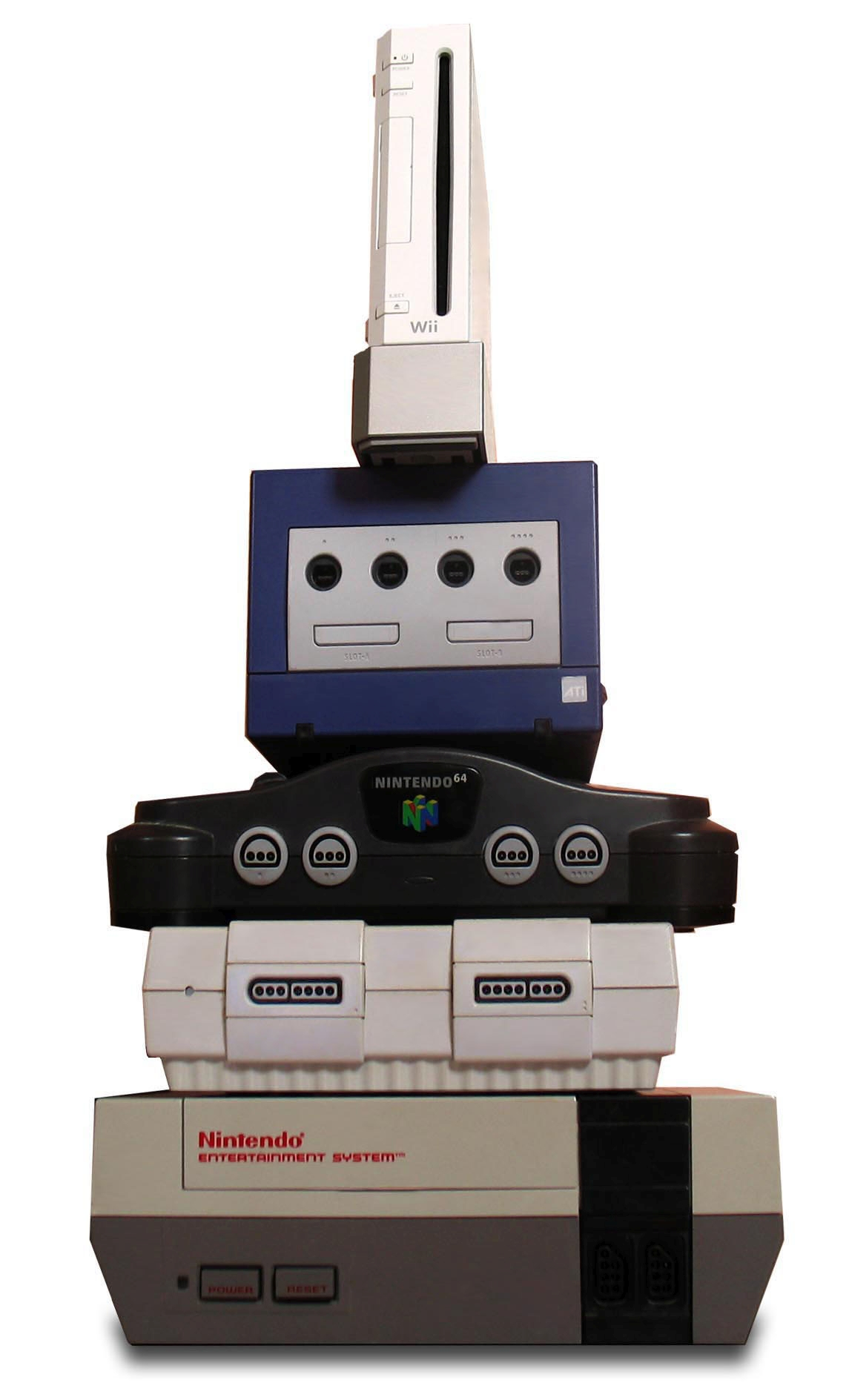
Größenvergleich der Wii zu GameCube, Nintendo 64, der nordamerikanischen Version des Super Nintendo Entertainment System und dem Nintendo Entertainment System, von oben nach unten

### Ankündigung
Nachdem lange über den Nachfolger des GameCube mit dem Projektnamen Revolution [rɛvə'luːʃən] spekuliert wurde, stellte Nintendo 2005 auf der Videospiele-Messe E³ erstmals einen Prototyp der neuen Spielkonsole, allerdings noch ohne Controller vor.
Nach langer Geheimhaltung zeigte Nintendo-Chef Satoru Iwata den Controller am 16. September 2005 auf der Tokyo Game Show. Neue Spiele wurden nicht gezeigt, sondern lediglich einige Technik-Demos. Stardesigner Shigeru Miyamoto (The Legend of Zelda, Super Mario) hatte auf der Veranstaltung einen kurzen Gastauftritt.
2006 wurde einige Tage vor Beginn der E³ der endgültige Name der Spielkonsole bekanntgegeben. Auf der Pressekonferenz zur E³ zeigte Nintendo die Spielkonsole und den Controller in Aktion. Es gab Live-Demonstrationen von Twilight Princess, Red Steel und Wii Sports: Tennis. Einige neue Details wurden veröffentlicht. Der Controller hatte einen kleinen eingebauten Lautsprecher bekommen, der bestimmte Aktionen (zum Beispiel das Abschießen eines Pfeils in Zelda) akustisch unterstützt, und es gab die Bestätigung, dass die Nunchuk-Erweiterung über einen eigenen Bewegungssensor verfügt.
An Nintendos Messestand waren 24 Titel für Wii spielbar. Die Funktionalität der Virtual Console wurde mit fünf spielbaren Titeln demonstriert. Neu gezeigte Erweiterungen für den Controller waren ein Gamepad für die Virtual Console und ein Pistolenaufsatz für die Neuauflage des Spiels Duck Hunt.

### Verkaufspreise
Die Verkaufspreise für unterschiedliche Pakete mit der Konsole in unterschiedlichen Farbgebungen (teilweise als „limitierte Sonderausgaben“), dem notwendigen Zubehör und jeweils einigen Spielen lagen anfangs (2006) um 250 Euro bzw. US-Dollar.
Im Oktober 2009 wurde der Preis für die Konsole um 50 Euro bzw. US-Dollar gesenkt. Grund dafür war, dass Nintendo neue Zielgruppen ansprechen wollte.

### Geschäftsstrategie
| Region          | Verkaufte Einheiten | Verkaufsstart     |
| --------------- | ------------------- | ----------------- |
| Amerika         | ca. 53,27 Millionen | 19. November 2006 |
| Japan           | ca. 11,32 Millionen | 2. Dezember 2006  |
| Andere Regionen | ca. 33,05 Millionen | 7. Dezember 2006  |
| Weltweit        | ca. 84,65 Millionen |                   |

Nintendo verfolgte mit der Wii, wie schon mit dem tragbaren Nintendo DS, eine Marketing-Strategie, die darauf abzielt, den Markt für Videospiele auf neue Zielgruppen auszudehnen und den Wettbewerb mit der in den Bereichen Grafik- und Rechenleistung überlegenen Konkurrenz zu vermeiden. Das wird als Blue-Ocean-Strategie bezeichnet.
Die einfache Steuerung der Wii-Spiele sollte verstärkt Neukunden ansprechen, die zuvor nicht für Videospiele zu begeistern waren.
Eine seinerzeit branchentypische Subvention des Konsolenkaufs erfolgte nicht.

### Name und Logo
Um mit dem System auch bisherige Nichtspieler anzusprechen, entschied sich Nintendo mit dem Kunstwort Wii für eine nicht-technische Bezeichnung. Assoziationen mit dem aussprachegleichen englischen we (deutsch „wir“) sind gewollt und werden bei der Vermarktung genutzt. Die Zeichenfolge Wii in einer serifenlosen, abgerundeten und hellgrau gefärbten Schriftart ist gleichzeitig das Produktlogo, dabei werden die beiden kleinen i in der Werbung teilweise wie stilisierte Personen animiert.
Der Name der Konsole sollte laut Nintendo artikellos gebraucht werden. Um zu verhindern, dass die Namen Wii und Mii in leicht abgewandelter Form missbraucht werden können, wurden die Namen Aii, Bii, Cii usw. beim japanischen Marken- und Patentamt geschützt.
Bis zur Bekanntgabe des neuen Namens im April 2006 lautete der Arbeitstitel Nintendo Revolution.
Er findet sich noch in den Bestellnummern wieder, zum Beispiel hat die Wiimote die Bestellnummer RVL-003.
Passend zum Konsolennamen „Wii“ [wɪː] gibt es „Mii“ [mɪː] genannte Avatare, mit denen einige Spiele personalisiert werden können. Nintendo legte schon seit der N64-Konsole Wert auf Mehrspieler-Fähigkeiten, die nun durch die Wahl des Konsolennamens und der Avatare noch stärker betont werden sollen.

### Kultureller Einfluss
Anfang November 2006, kurz vor der US-Veröffentlichung, wurden zwei Folgen der Fernsehzeichentrickserie South Park ausgestrahlt (Folge 12 Go God Go (dt. Gott ist tot) und 13 Go God Go XII (dt. Gott ist tot II) der 10. Staffel), die Eric Cartmans quälendes Warten auf die neue Konsole und seine Versuche, es zu verkürzen, zum Thema hatten.

### Medizinische Aspekte
Kurz nach der Veröffentlichung der Wii-Konsole tauchten etliche Berichte im Internet auf, vor allem aus den USA, nach denen begeisterte Spieler, insbesondere von Wii Sports (dieses Spiel macht ausgiebigen Gebrauch von der Wii-Remote), diverse körperliche Missgeschicke erlitten haben sollen:
- Zerstörte Fernsehgeräte durch Wiimote-Einschlag.
- Verletzte Mitspieler (unter anderem blaue Augen).
- Nintendo reagierte daraufhin mit noch deutlicheren Hinweisen[52] und einer Umtauschaktion, bei der Kunden die Wii-Handgelenkschlaufe gegen eine noch stabilere Version tauschen können.[53] Zudem gibt es seit Anfang Oktober 2007 (in der Auslieferung ab dem 15. Oktober 2007) eine Schutzhülle für die Wii-Remote, die vor eventuellen Schäden schützen soll.

Bald nach Erscheinen der Wii wurden erste medizinische Studien über die Auswirkung des Wii-Spielens veröffentlicht: Zum einen von der Mayo Clinic, welche eine positive Gesundheitswirkung durch mehr Bewegung der Spieler vor der Konsole bestätigten. Zum anderen gibt es aber auch eine im New England Journal of Medicine veröffentlichte Kasuistik namens „Acute Wiiitis“, welche negative Auswirkungen auf den Bewegungsapparat herausstellt.
In einem Pilotprojekt des Diakonischen Werkes in Bayern und des Universitätsklinikums Erlangen 2010 untersuchten die Forscher, welche Wirkung die Wii auf Bewohner in Altenheimen hat. Dabei stellte sich heraus, dass die regelmäßige Anwendung der Wii die kognitiven und sensomotorischen Fähigkeiten von Bewohnern stationärer Einrichtungen der Altenhilfe fördert.

## Modifikationen
Konsolen sind in der Regel geschlossene Systeme, d. h. der Hersteller kontrolliert streng, welche Software auf der Maschine laufen kann. Das ist integraler Bestandteil des Geschäftsmodells, zum Beispiel um einen gewissen Qualitätsstandard zu etablieren, zum Teil aber auch, um eventuell Subventionen der Hardware über Lizenzgebühren wieder einzuspielen (die Wii ist allerdings nicht subventioniert). Neben den offiziellen Entwicklern gibt es stets auch Versuche von interessierten Dritten, Software auf einem solchen System zum Laufen zu bringen, insbesondere von der sogenannten Homebrew-Community. Vergleichbares gilt für Zusatzhardware.
Die Zugangsbeschränkungen für den Nutzer fangen schon damit an, dass beim Gehäuse Spezialschrauben eingesetzt werden, sogenannte Tri-Wing-Schrauben.
In der Vergangenheit arbeiteten Softwarepiraten und Homebrew-Hacker zusammen, um Zugang zu den Systemen zu erhalten. In der 7. Konsolengeneration deutete sich ein Umbruch in der Politik der Hersteller an. Um auf die bisher unkontrollierbaren Modifikationen Einfluss zu gewinnen, bieten die Hersteller einiger Systeme die Gelegenheit, eigene Software zum Laufen zu bringen. Nintendo bietet solch ein Konzept unter dem Titel „WiiWare“ an. Durch WiiWare können auch kleine Entwicklungsstudios Software für die Wii entwickeln und online zum Verkauf anbieten. Privatpersonen ist das jedoch nicht gestattet, sie müssen weiterhin auf inoffizielle Lösungen zurückgreifen.
Beispiele
- Mittlerweile ist es möglich, die Sensor Bar so zu modifizieren, dass die Länge des ursprünglichen Anschlusskabels kein Hindernis bei der Verwendung des Systems mit Videoprojektoren und großen Rückprojektionsfernsehern mehr darstellt.[60] Dank des prinzipiell einfachen Aufbaus der Sensorleiste ist es relativ einfach möglich, sich eine eigene Sensorleiste zu basteln.[61] Drahtlose Sensorleisten von Drittanbietern sind bereits im einstelligen Euro-Bereich erhältlich.
- Es wurden erste Modchips veröffentlicht. Anfangs konnte man mit diesen lediglich Privatkopien abspielen, inzwischen kann jedoch auch Wii-Homebrew gestartet werden. Dafür ist jedoch nicht zwingend ein Modchip nötig, man kann sich auch einen Exploit zunutze machen. Zu dem Thema kursieren mehrere Anleitungen im Internet.

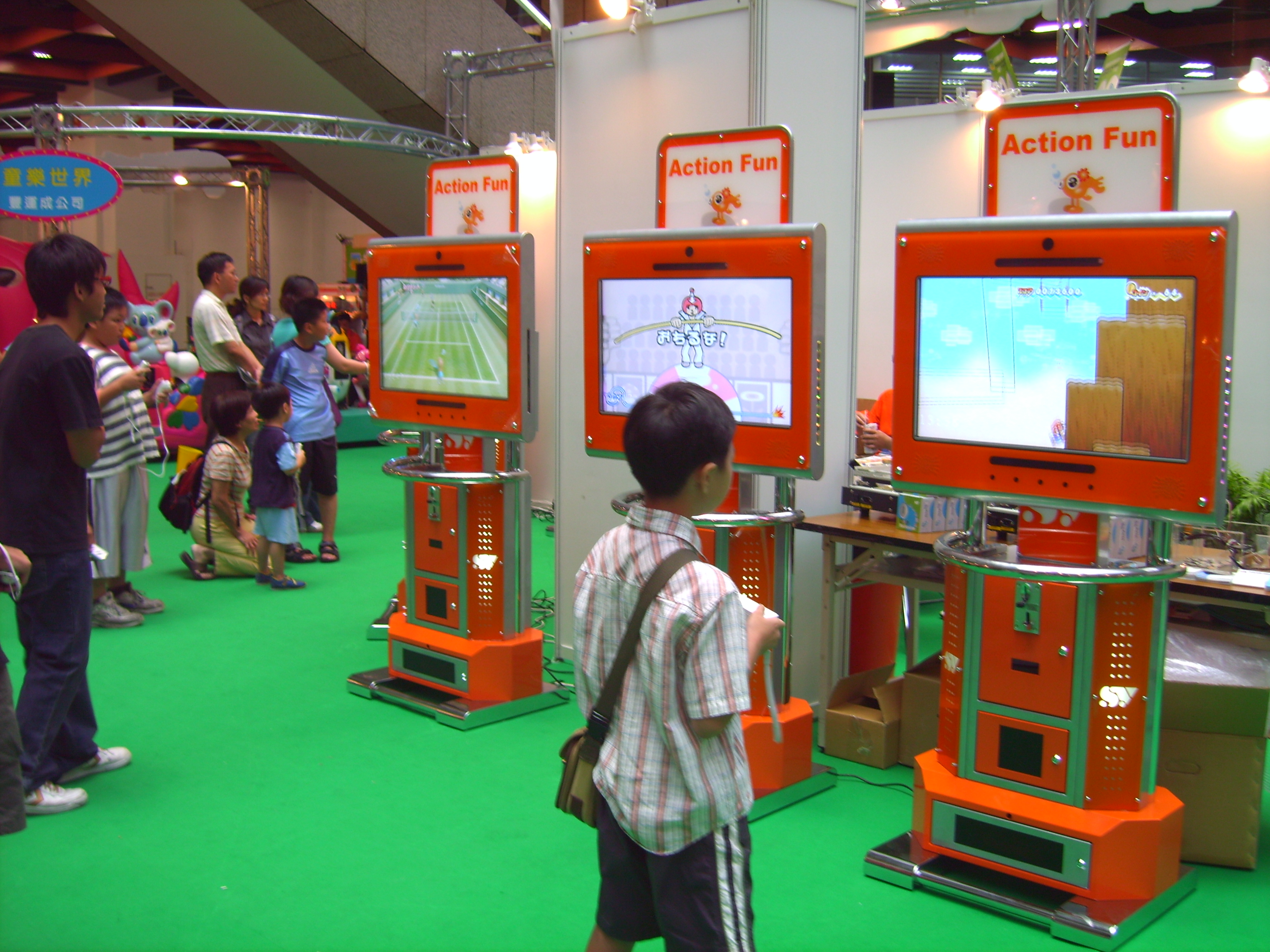
Spieler auf der Leisure Taiwan 2007

## Spiele (Auswahl)
Zum Verkaufsstart der Konsole in Deutschland waren bereits 15 Spiele erhältlich. Seitdem erschienen fast wöchentlich neue Titel von Herstellern wie Nintendo, Electronic Arts, Ubisoft, THQ, Midway Games, Sega und Activision. Weiterhin erschienen einige Titel ausschließlich in den europäischen Nachbarländern, welche jedoch als Import auf der deutschen Konsole ohne Probleme spielbar sind und in vielen Fällen deutsche Sprachausgabe und Menüführung beinhalten.

### Spieleportierungen vom GameCube
Unter dem Namen „new Play Control!“ veröffentlicht Nintendo Spiele, die zuvor für den GameCube erschienen sind. Diese sind nun für die Steuerung mit der Wii-Fernbedienung angepasst und im 16:9-Format. Darüber hinaus sollen die Titel auch andere kleinere Verbesserungen wie verbesserte Grafik, Mehrspieler-Modi oder alternative Speichermöglichkeiten bekommen.
Bisher erhältlich sind Pikmin, Pikmin 2, Mario Tennis und Donkey Kong Jungle Beat. Ferner wurden die nur in Japan einzeln herausgebrachten Wii-Portierungen Metroid Prime und Metroid Prime 2: Echoes in Form der Metroid Prime: Trilogy berücksichtigt, welche aber nicht als Vertreter der „New Play Control!“-Reihe geführt wird.
Außerdem erschien das Spiel The Legend of Zelda: Twilight Princess fast zeitgleich für GameCube und Wii.

### Spiele für die Virtual Console
Wie bei der Hauptkonsole wird auch für die Spiele der Virtual Console ein Region-Lock-System verwendet. So waren beispielsweise die in Japan angebotenen Titel auf europäischen Konsolen nicht spielbar bzw. wurden in Europa nicht angeboten. Zum europäischen Start der Wii waren 16 Titel verfügbar, darunter Klassiker wie Super Mario 64, Donkey Kong, Sonic the Hedgehog, Bomberman ’93 und The Legend of Zelda. Der Spielekatalog wurde anfangs im Wochenrhythmus, normalerweise freitags, mit neuen Titeln erweitert. Die Spiele konnten mit sogenannten Wii-Points (Wii-Punkten) bezahlt werden, welche direkt mit Kreditkarte oder in Form von Nintendo-eShop-Cards (anfangs Wii-Points-Cards) im Fachhandel erworben werden konnten. Eine solche eShop-Karte mit 2.000 Wii-Points war seinerzeit für ca. 20 Euro (in der Schweiz 30–40 Franken) erhältlich.
Die Virtual-Console-Spiele gliedern sich in verschiedene Preisklassen (100 Wii Points entsprechen 1,00 Euro):
- NES-Spiele kosteten 500 Wii-Points
- Commodore-64-Spiele kosteten 500 Wii-Points
- TurboGrafx-Spiele kosteten 600 Wii-Points (TurboGrafx-CD-Spiele: 800 Wii Points)
- SNES-Spiele kosteten 800 Wii-Points
- Mega-Drive-Spiele kosteten 800 Wii-Points
- Neo-Geo-Spiele kosteten 900 Wii-Points
- Nintendo-64-Spiele kosteten 1.000 Wii-Points

Eine Ausnahme bildeten Spiele, die nicht in Europa erschienen waren, diese kosteten 100 (bei Nintendo-64-Titeln 200) Wii-Points mehr (zum Beispiel Sin and Punishment 1200 Wii-Points, Picross e 900 Wii-Points oder Super Mario Bros.: The Lost Levels 600 Wii-Points).
Eine unvollständige Übersicht vermittelt die Kategorie Virtual-Console-Spiel, allgemeine Spiele die Kategorie Wii-Spiel.

### Spiele über WiiWare
Es wurden auch kleinere, neue Spiele wie beispielsweise Fast Racing League oder Alien Crush Returns über WiiWare als kostenpflichtiger Download angeboten. Auf diese Weise sollte es auch kleineren Publishern ermöglicht werden, Spiele für die Konsole herauszubringen. Außerdem wurde damit auch darauf reagiert, dass es für die Konkurrenzkonsolen bereits seit deren Erscheinen solche kleineren, per Download erhältliche Spiele gibt.

### Letzte Spiele
Eines der letzten für die Wii erschienene Spiel ist das im Herbst 2019 erschienene Just Dance 2020. Die Veröffentlichung auf einer nicht weiter produzierten Konsole wurde von dem Publisher Ubisoft mit der großen Verbreitung und dem einfachen Zugang zur Konsole in vielen Gesellschaftsgruppen begründet. Das zuvor letzterschienene Spiel war Just Dance 2019.
Später erschien noch am 9. Juli 2020 das Spiel Shakedown: Hawaii in einer auf 3000 Exemplare limitierten Spezialausgabe für die Wii.

## Emulation
Mit der Software Dolphin existiert ein Emulator, der die Wii und den Nintendo GameCube auf einem Computer oder Smartphone emulieren kann.

## Technische Daten

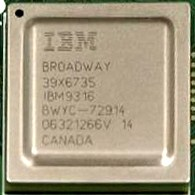
Broadway-Hauptprozessor

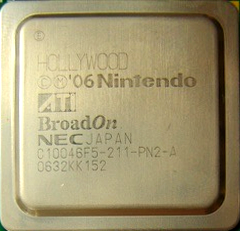
Hollywood-Grafikprozessor

Der Hauptprozessor, Codename „Broadway“, basiert auf der „PowerPC 750 CL“-Architektur und wurde gemeinsam von IBM und Nintendo entwickelt. Der 4,2 × 4,5 mm (18,9 mm²)
große Chip wird von IBM in einem 90-nm-SOI-Prozess gefertigt.
Der Grafikprozessor, Codename „Hollywood“, wurde gemeinsam von ATI Technologies und Nintendo für Wii entwickelt. Die Grafikeinheit basiert auf dem Grafikchip „Flipper“ des GameCube und bietet bis auf eine erhöhte Taktfrequenz keine wesentlichen Neuerungen. Die Architektur Hollywood wird von ATI nicht in Grafikchips für PCs verwendet.
Der Grafikspeicher ist als eDRAM in den Chip integriert und verwendet schnelle „1T-SRAM“-Speicherzellen des kalifornischen Technologieunternehmens MoSys.
Der Chip beherbergt darüber hinaus eine zweite, mit 243 MHz getaktete CPU vom Typ ARM9 (NEC ARM926EJ-S), die in erster Linie für Geräte I/O und Sicherheitsfunktionen zuständig ist.
NEC fertigt den Chip in einem 90-nm-Prozess im japanischen Werk Yamagata.
Bild
- Ausgang: (PAL) analog mit Composite(FBAS)-, RGB- und Komponentensignalen(YPbPr) am proprietären Multi-AV-Port[72]
- Ausgang: (NTSC) analog mit Composite(FBAS)-, S-Video(YC)- und Komponentensignalen(YPbPr) am proprietären Multi-AV-Port
- Format: 4:3 oder 16:9

Ton
- Hauptquelle: Stereo – „Dolby Pro Logic II“-fähig.[73]
- Controller: integrierter Lautsprecher.

Arbeitsspeicher
- 88 MB Hauptspeicher (24 MB „internes“ (schnelles) 1T-SRAM, 64 MB „externes“ GDDR3 SDRAM)
- 3 MB GPU-Textur-Speicher
- 512 MB Flashspeicher (erweiterbar über eine SD- oder (seit Firmware-Update 4.0 auch) SDHC-Card mit einer Größe von bis zu 32 GB)[74]

Laufwerk

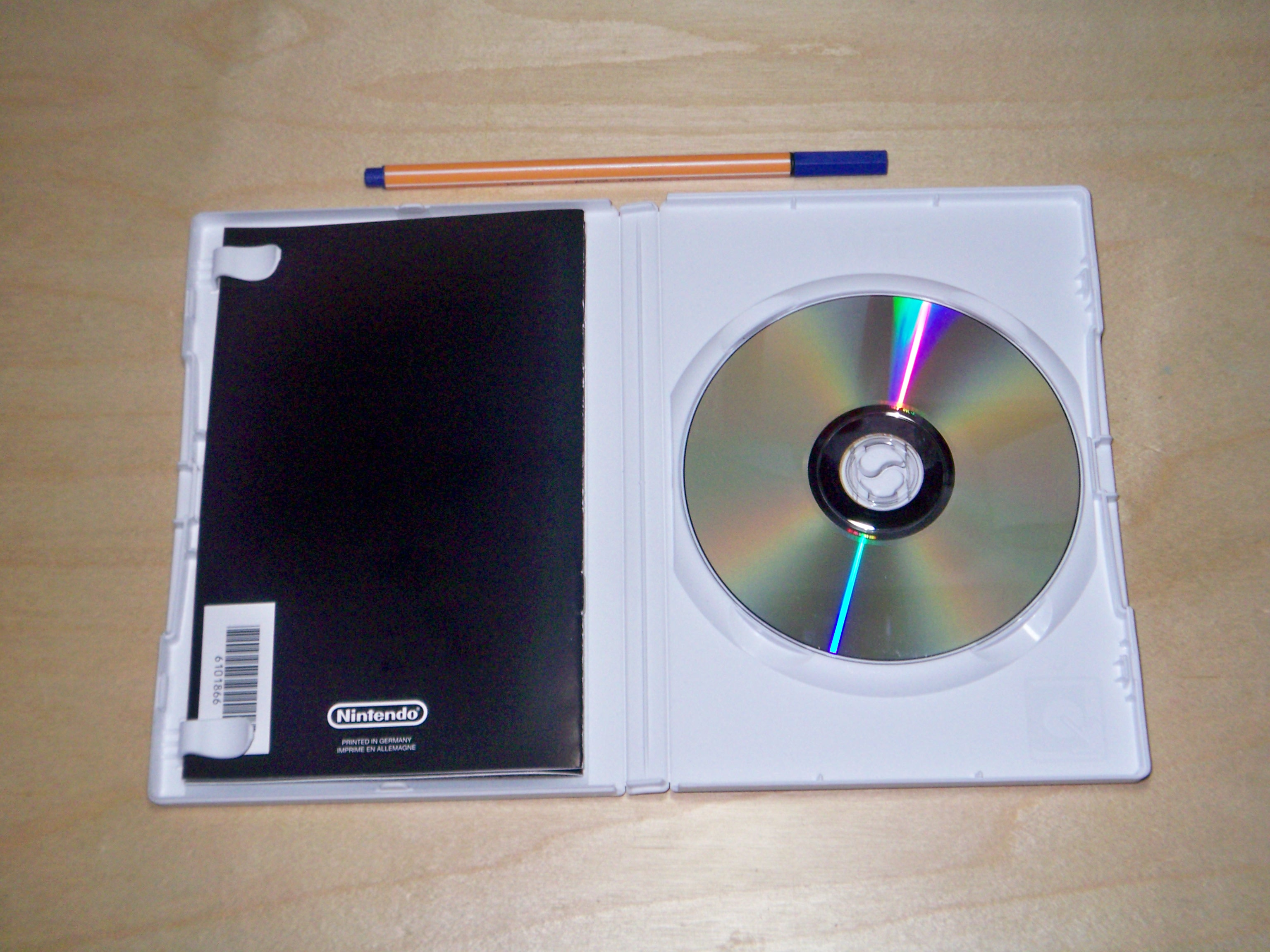
Optisches Speichermedium für Wii

Slot-In-Laufwerk für optische Medien mit Unterstützung für folgende Inhalte:
- auf 12-cm-DVD basiertes Medium „RVL-006“ (Spiele für Wii)
- Nintendo GameCube Game Disc „DOL-006“, 8 cm Durchmesser (Spiele für GameCube)

Controller
- Drahtlose Verbindung zur Konsole im Funk-Netzwerkstandard Bluetooth Version 2.0[75]
- Maximaler Abstand zur Konsole: 5 m[4]
- Beschleunigungssensor Analog Devices ADXL330 – IC zur Beschleunigungsmessung in 3 Raumdimensionen, Messbereich min. −3 g bis +3 g, Empfindlichkeit ±300 mV/g, Genauigkeit ±10 %, kompakte Bauform (4 mm × 4 mm × 1,75 mm)[76][77]

Anschlüsse
- 1 analoger Multi-AV-Port für Bild- und Tonsignale
- 1 Steckplatz für SD-Karten
- 2 USB-2.0-Anschlüsse
- 4 Buchsen für GameCube-Controller (nur im model rvl-001)
- 2 Steckplätze für GameCube-Speicherkarten (auch nur im model rvl-001)
- 1 Buchse für die Sensorleiste
- 1 Buchse für das externe Netzteil

Wireless LAN
- Standard: IEEE 802.11b/g
- Verschlüsselung: WEP, WPA (TKIP, AES), WPA2 (AES)

Stromverbrauch
Die folgenden Verbrauchswerte entstammen der Webpräsenz ComputerBase:
- Betrieb (grüne Power-LED): 19 W
- Stand-by (orange Power-LED): 10 W (WiiConnect24 aktiviert)
- Ausgeschaltet (rote Power-LED): 1 W

Durch längeres Drücken des Einschaltknopfes kann man die Wii-Konsole in den Ausschaltmodus bringen, obwohl hier streng genommen noch Energie umgesetzt wird.
Leistungsdaten der Wii-Prototypen

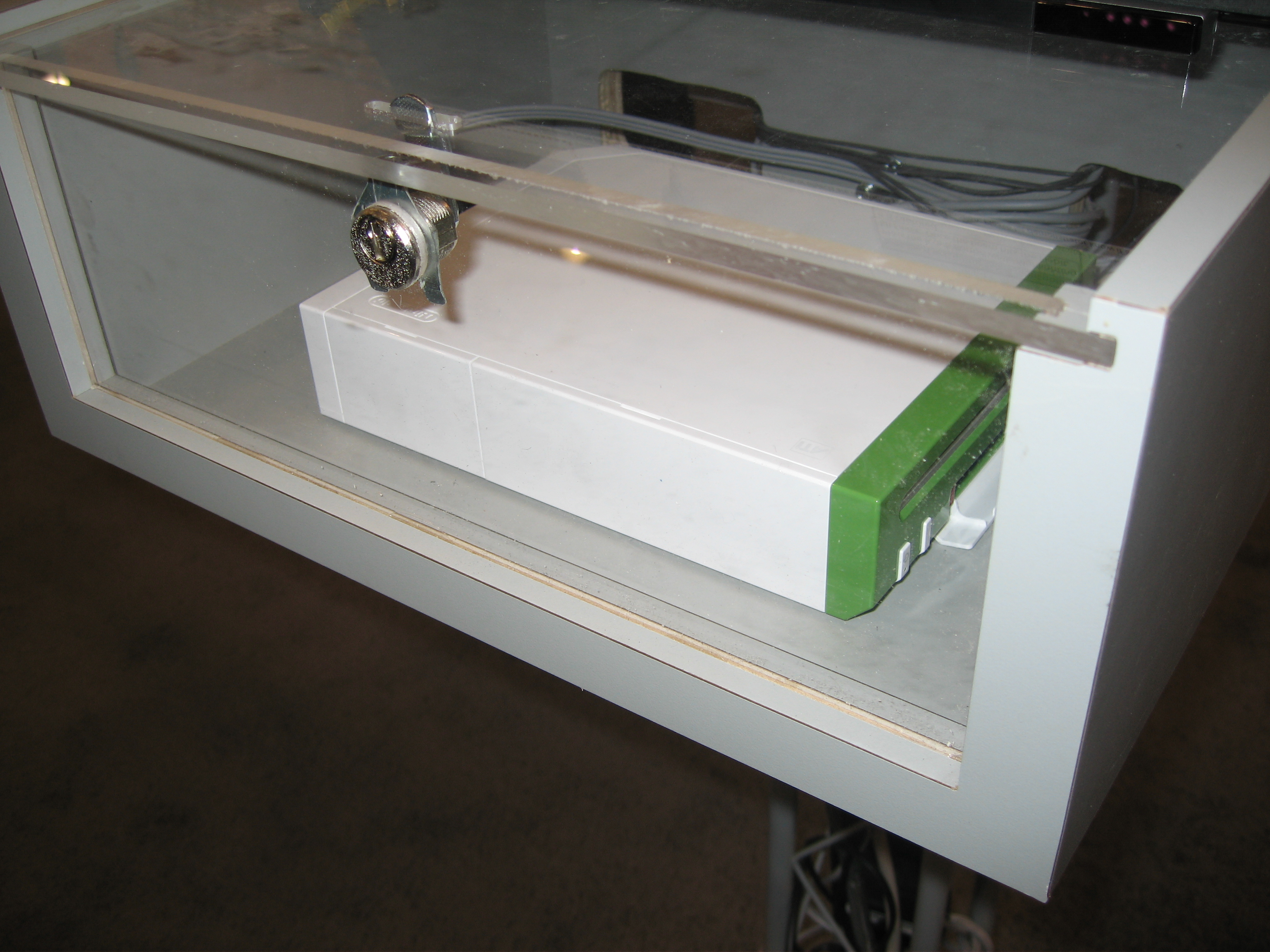
Wii-Prototyp der 4. Generation

Selbst für Entwickler und Journalisten waren bis kurz vor Verkaufsstart keine Muster der Seriengeräte verfügbar. Was beispielsweise an Hardware auf der E³ im Mai 2006 gezeigt wurde, war speziell für die Messe angefertigt.
Auch die Entwickler, die bereits an Spielen für Wii arbeiteten, hatten im März 2006 noch keine endgültige Version der sog. Development Kits erhalten. Es handelt sich dabei um Entwicklersysteme, die äußerlich noch keine Ähnlichkeit mit der finalen Hardware haben müssen, aber schon die Entwicklungsarbeiten für Spiele für das neue System ermöglichen und zum Teil auch Debugging-Unterstützung und Erleichterungen, wie das Einbringen von Spielen via Netzwerk erlauben (da es zu aufwendig wäre, für jede Entwicklerversion ein optisches Medium zu erstellen).
Laut US-amerikanischem Spieleportal IGN wurden folgende Generationen an Prototypen von Nintendo an die Entwickler geliefert:
- 1. Generation: GameCube mit per Kabel angeschlossener Wiimote
- 2. Generation: wie 1. Generation, mit geringen Änderungen
- 3. Generation: wie 2. Generation, aber mit schnellerer CPU (etwa Januar 2006)
- 3½. Generation: Hardware fast in finaler Version, mit kabelloser Wiimote
- 4. Generation: entspricht der finalen Version (auch Gehäusedesign)

Erste Angaben zu den Leistungsdaten von Prozessor und Grafikchip in Prototypen veröffentlichte IGN am 29. März 2006. Quellen mit Zugang zu vorläufigen Versionen der Hardware haben die Werte der Dokumentation entnommen oder per Benchmark ermittelt.
- Hauptprozessor: Taktrate 729 MHz[82]
- Grafikprozessor: Taktrate 243 MHz, enthält neben der GPU einen DSP, die I/O-Bridge und Textur-Speicher.[82]
- Speicher (RAM): 24 MB internes 1T-SRAM, 64 MB „externes“ 1T-SRAM[82]

## Rezeption

### Zeitgenössisch
Golem.de war der Meinung, Nintendo habe mit der Idee, Wii Sports der Konsole beizulegen, eine „äußerst gute Wahl getroffen“: „[D]er Titel eignet sich vorzüglich, sich mit der Bedienung der Konsole vertraut zu machen und ist ebenso einsteigerfreundlich wie Multiplayer-tauglich.“
Ars Technica verglich das Design der Wii in ihrem Review mit einem Apple-Produkt: „Dies ist ein Design, das die Leute nur wegen seiner Größe und Benutzerfreundlichkeit genießen werden. Jeder Anschluss auf der Rückseite ist deutlich gekennzeichnet […]“ Positiv wurde außerdem angemerkt, dass im Lieferumfang direkt alles Nötige enthalten war, um mit dem Spielen zu beginnen, inklusive einem Spiel und Batterien für die Wii-Remote.
CNET lobte das Design, die einfache und intuitive Benutzung, die GameCube-Abwärtskompatibilität sowie den Preis und fand, „Nintendos Next-Gen-Gerät ist ein großartiger Neuzugang im Konsolenrennen, bei dem Spielbarkeit vor Leistung geht. Sie wird sicher einige neue Spieler gewinnen, auch wenn anspruchsvolle Technikbegeisterte den Mangel an Funktionen und Leistungsmerkmalen bemängeln könnten.“
Die Wii mini wurde von CNET hingegen negativ bewertet und für ihre fehlende Onlinefunktionalität, GameCube-Abwärtskompatibilität und HDMI-Anschlussmöglichkeit kritisiert. Obwohl sie „kompakt und sehr günstig“ ist, sei sie den Preis nicht wert; die ursprüngliche Wii sei bereits für wenig Geld mehr zu haben.

### Retrospektiv
Die ComputerBase urteilte 2022, dass Nintendo mit der Wii versuchte, „ein innovatives Steuerungskonzept vorzustellen“ und es darum ging, „den Spielspaß in den Vordergrund zu stellen.“ Hardwaretechnisch konnte die Wii „in quasi jeder Hinsicht nicht mit […] der Xbox 360 oder PlayStation 3 mithalten.“ Obwohl die Wii etwa doppelt so viel Rechenleistung wie die Vorgängerkonsole GameCube besaß, „war die Grafik vieler Spiele […] nicht besser, sondern bestenfalls äquivalent.“ Positiv wurde die Abwärtskompatibilität zum GameCube angemerkt.
The Guardian führte die Wii 2017 in einer Liste der 10 einflussreichsten Spielkonsolen auf.
Auf einer Liste der 25 besten Spielkonsolen von IGN belegte die Wii den 10. Platz.
Der ehemalige Funk-Kanal Simplicissimus sieht als Gründe für den Erfolg der Wii ihre innovative und intuitiv bedienbare Wii Remote, eine Ausweitung der Zielgruppe auf ein breites Publikum von Gelegenheitsspielern, ihre große und qualitative Spieleauswahl und einen im Vergleich zu den Konkurrenzkonsolen niedrigen Preis. Die Wii „steht symbolisch für etwas, was heute angesichts von Candy Crush, Hyper Casual Games und Kartenspielen auf iPads […] offensichtlich ist, der Welt damals aber noch nicht klar war: Jeder ist ein Gamer.“
Gamerant bezeichnete die Wii als „die ultimative Nintendo-Konsole“ und schrieb: „Die Konsole war dank der leicht zu erlernenden Bewegungssteuerung und der breiten Palette an familienfreundlichen Spielen unglaublich zugänglich. Dies brachte alle Arten von Spielern zusammen, vom Hardcore-Publikum bis zum Gelegenheitsspieler, und es brachte sogar einige Leute, die kein Interesse an Videospielen hatten, dazu, zum ersten Mal einen Controller in die Hand zu nehmen.“
PC Games schrieb: „Der Erfolg [der Wii] begründete sich […] nicht allein in der innovativen Hardware, sondern auch in den dafür optimierten Spielen.“ So fanden sich in erster Linie gut auf die Hardware zugeschnittene Nintendo-Spiele „ganz oben in den Wertungs- und Verkaufscharts“, während „[v]iele Dritthersteller […] sich […] an Experimenten versuchten [und] scheiterten“.
Die Grafik der Wii war „zweitrangig“, „als viel wichtiger erwies sich […] das Gameplay: Binnen Sekunden konnte jeder die Wiimote in die Hand nehmen und mitspielen. Egal, wie alt, […] jung oder […] betrunken man auch war - wo andere Spiele Fähigkeiten und eine Lernkurve voraussetzten, trumpfte die Wii mit ungezügelter Spielfreude auf.“
„[D]as große Problem der Wii“ war, dass sich aufgrund der technischen Limitationen im Laufe ihrer Lebensspanne „immer mehr Dritthersteller zurück[zogen].“ Gleichzeitig hatte sich „auch die einstmals neue Hardware […] abgenutzt.“ Trotz rasantem Start „büßte [die Wii] […] schnell wieder an Bedeutung ein und wurde in vielen Wohnzimmern zum Staubfänger.“ „Doch auch wenn sich der Gaming-Markt längst von der […] Wii abgewandt hat, so findet das weiße Bewegungswunder [bis heute] seinen Einsatzzweck […] in Einrichtungen wie Seniorenheimen oder Kindertagesstätten.“

## Wii U
Am 25. April 2011 bestätigte Nintendo, dass sich ein Nachfolger mit dem Codenamen Project Café in Arbeit befindet. Sie wurde auf der E3 Expo 2011 in Los Angeles erstmals präsentiert. Auf der E3-Konferenz wurde von Nintendo bekanntgegeben, dass der offizielle Name Wii U lautet. Die angekündigte Konsole erschien zum Jahresende 2012. Die Wii U konnte nicht an den Erfolg ihres Vorgängers anknüpfen und verkaufte sich nur ca. 13 Millionen Mal.